# Toshiba Libretto

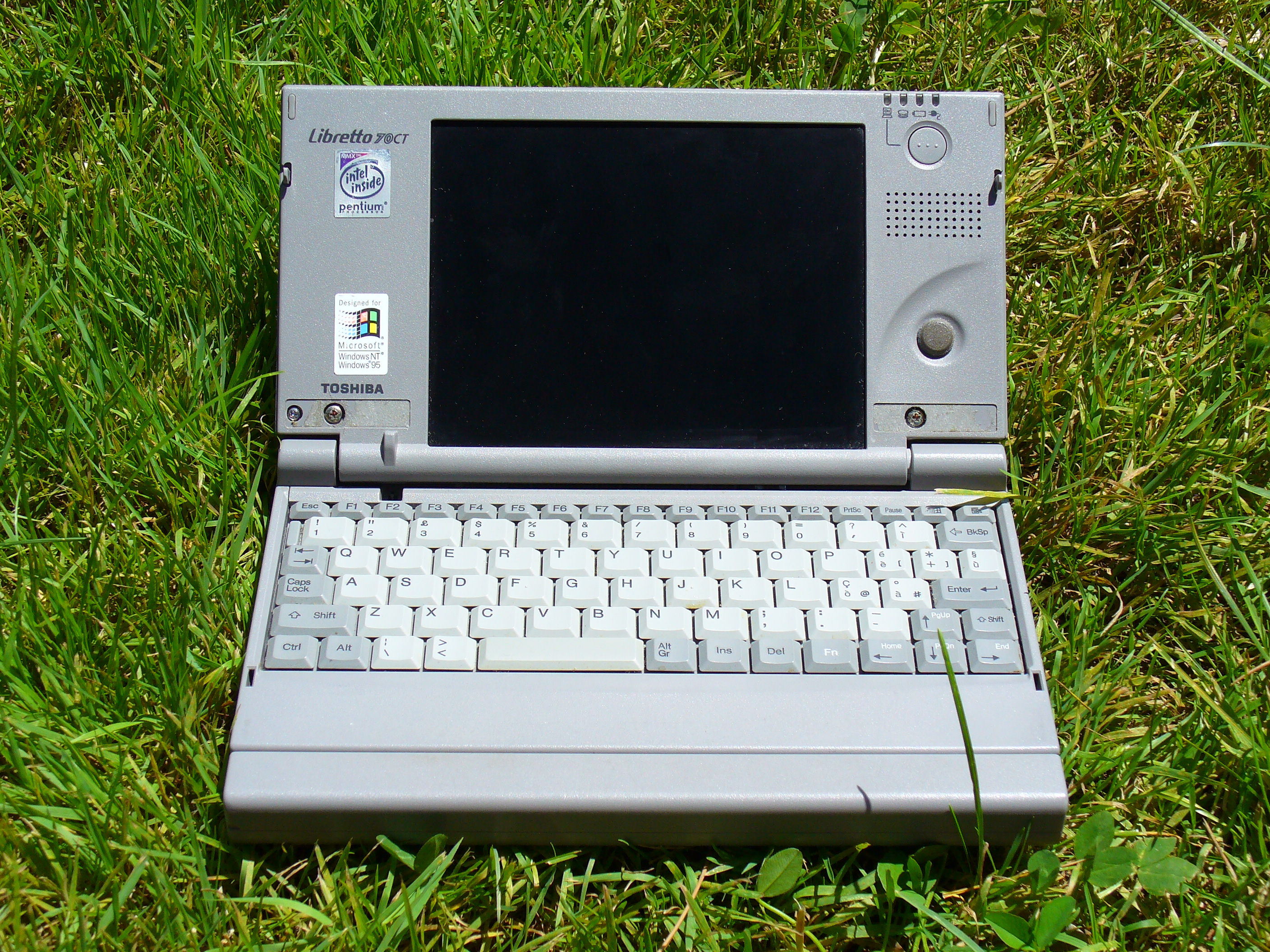
Toshiba Libretto 70 CT.

Le Libretto est un ordinateur ultra-portable de Toshiba.
La principale caractéristique de ces ordinateurs est leur taille : 21 x 15 x 3 cm.
Le premier modèle (Libretto 20) est sorti en 1996, et le dernier modèle (Libretto U100) en 2005.
Les modèles disposaient d'un port PCMCIA.

## Modèles
| Modèle        | Spécifications                                                          | Dimensions (mm) | Poids (g) |
| ------------- | ----------------------------------------------------------------------- | --------------- | --------- |
| Libretto 50   | Intel Pentium 75 MHz, 16 Mo RAM, Disque Dur 810 Mo, écran 6.1" TFT      | 210×115×34      |           |
| Libretto 70   | Intel Pentium 120 MHz MMX, 16 Mo RAM, Disque Dur 1.6 Go, écran 6.1" TFT | 210×115×34      |           |
| Libretto 100  | Intel Pentium 166 MHz MMX, 32 Mo RAM, Disque Dur 2.1 Go, écran 7.1" TFT | 210×132×34      | 910       |
| Libretto 110  | Intel Pentium 233 MHz MMX, 32 Mo RAM, Disque Dur 4.3 Go, écran 7.1" TFT | 210×132×34      | 910       |
| Libretto U100 | Intel Pentium M 1.2 GHz, 512 Mo RAM, Disque Dur 60 Go, écran 7.1" TFT   | 210×165×30      | 999       |